# Коакалько-де-Берриосабаль
Коакалько-де-Берриосабаль (исп. Coacalco de Berriozábal)  —   город и муниципалитет в Мексике, входит в штат Мехико. Население — 285 943 человека (на 2005 год).

## История
Город основан в 1862 году.